# 巴塞尔大学儿童医院
巴塞尔大学儿童医院（英語：University Children’s Hospital Basel）是一家位于瑞士巴塞尔的医院。

## 历史
前身是1862年1月2日成立的巴塞尔儿童医院。1999年巴塞尔儿童医院和一家儿童诊所合并，同时更名为现在名字。2011年1月29日搬迁至新址。医院有900名员工，每年治疗约6,700名患者。

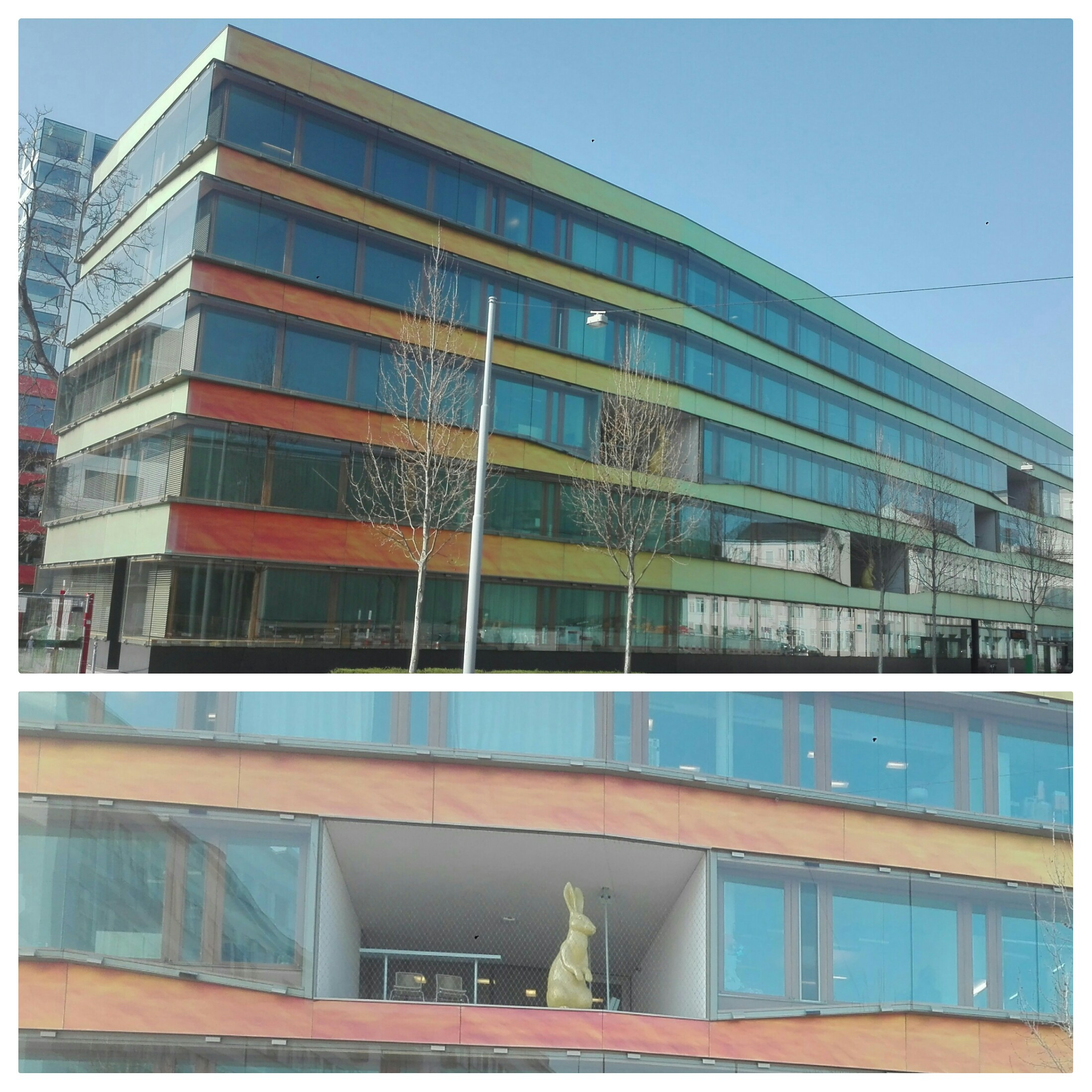
医院外墙